# マイケル・オブライエン
マイケル・ジョン・オブライエン（英: Michael Jon O'Brien、1965年10月23日 - ）は、アメリカ合衆国の元競泳選手。得意種目は自由形と背泳ぎ。
1984年のロサンゼルスオリンピックの男子1500m自由形で金メダルを獲得した。